# 尊室東
尊室東（1926年6月3日—），越南共和國軍軍官、越南共和國政客，軍銜上校，曾任永平省省長，退伍後從政，擔任衆議員。1975年越南共和國滅亡後被新政府逮捕，被釋放後移居美國。

## 生平
1926年6月3日，尊室東出生於越南中部承天省。:230
1968年至1970年，尊室東任永平省省長。:230:80
1971年，尊室東退伍，後從政，擔任參議員。:230
1975年越南共和國政權倒臺，尊室東於5月被逮捕，關押直至1987年，後移居美國。

## 榮譽

### 勳章
- 四等保國勳章[2]:230
- 彰美佩星[2]:230[註 1]
- 行政佩星[2]:230[註 2]
- 美國銅星勳章（加綴“V”標誌）[2]:230

### 表彰
- 14次嘉獎[2]:230

## 個人生活
尊室東已婚，有四個子女。:230